# NGC 5405
NGC 5405 é uma galáxia espiral (Sc) localizada na direcção da constelação de Boötes. Possui uma declinação de +07° 42' 07" e uma ascensão recta de 14 horas, 01 minutos e 09,5 segundos.